# Gamma Centauro
Gamma Centauro fue un cohete sonda argentino de dos etapas, propulsado por combustible sólido y estabilizado por aletas, desarrollado a principios de los años 1960 y dedicado a recoger datos meteorológicos. Fue la continuación de los cohetes Alpha y Beta Centauro.
Tras el despegue y apagado de la primera etapa, la segunda etapa iniciaba un vuelo no propulsado de 18 segundos, tras lo cual entraba en ignición. El cohete podía alcanzar un máximo de 867 m/s y una altitud de 45 km.
En total se lanzaron 5 Gamma Centauro, todos exitosos, entre el 15 de noviembre de 1962 y el 6 de febrero de 1962.

## Especificaciones
- Carga útil: 5 kg
- Apogeo: 30 km
- Masa total: 27 kg
- Diámetro: 0,13 m
- Longitud total: 2,43 m